# Jan Ferdynand Jastrzębski
Jan Ferdynand Jastrzębski (ur. 1814, zm. po 1883) – polski nauczyciel, szlachcic, jeden z pietraszewców.

## Życiorys
Urodził się w zubożałej rodzinie szlacheckiej zamieszkałej w powiecie rzeczyckim ówczesnej guberni mińskiej.
Podstawowe wykształcenie zdobył u bazylianów w Owruczu, gimnazjum kończył w Wilnie. Niewykluczone, że brał udział w powstaniu listopadowym. Studia wyższe rozpoczął na Uniwersytecie Wileńskim, kontynuował w Kijowie, a ukończył w Charkowie w 1841 roku.
Od 1843 roku mieszkał w Petersburgu, pracował jako inspektor w Instytucie Technologicznym, nauczał statystyki i ekonomii politycznej w Pułku Szlacheckim i Instytucie Korpusu Inżynierów Łączności. Tam uczestniczył też w nawiązywaniu kontaktów pomiędzy Szymonem Konarskim a środowiskami radykalnymi.
Od maja 1848 roku brał udział w dyskusjach koła Michała Butaszewicza-Pietraszewskiego, gdzie zajmowano się m.in. problemami socjalizmu utopijnego, walki z reżimem carskim. Wykładał tam cyklicznie ekonomię polityczną. Pozostawał pod wpływem teorii ekonomicznych Augusta Cieszkowskiego, uważał się za furierystę. Krytykował carską biurokrację, miał też negatywny stosunek do religii. Mimo podkreślania swojej polskości podporządkowywał interesy narodowe interesom całej ludzkości.
Wraz z 34 członkami koła aresztowany został nocą z 22 na 23 kwietnia 1849 roku. Skazano go na karę śmierci przez rozstrzelanie, zamienioną następnie na 6 lat ciężkich robót (do 1856 roku). Karę odbywał wpierw w Tobolsku, następnie w okręgu tarskim, gdzie pracował w gorzelni. W 1857 roku przywrócono mu prawa szlacheckie i zezwolono na powrót.
Po powrocie zamieszkiwał u rodziny, ale jeszcze do 1872 roku pozostawał pod nadzorem policyjnym. Zmarł w drugiej połowie lat 80. XIX wieku.

## Publikacje
- Wspomnienia z działalności w kole Pietraszewskiego oraz z pobytu w Twierdzy Pietropawłowskiej.